# Elisabet Hall
Maria Elisabet Hall född 30 augusti 1955  i Ulricehamn är en svensk målare.
Hall är utbildad vid Ölands folkhögskolas målarskola 1974-1975 och Konstfack 1975-1976. Hon målar framförallt olja men också akvarell.
Hall har genomfört separatutställningar i Sverige och medverkat i samlingsutställningar i Sverige såväl som i Tyskland, USA och Finland.  
Hall är medlem i Åkerbokonstnärerna, KRO och BUS.